# Івонн Мітчелл
Івонн Мітчелл (англ. Yvonne Mitchell; нар. 7 липня 1915, Лондон, Велика Британія — пом. 24 березня 1979, Лондон, Велика Британія) — британська акторка.

## Вибіркова фільмографія
- 1972 «Демони у думках»
- 1961 «Джонні Ніхто»
- 1965 «Чингісхан»
- 1960 «Процес над Оскаром Вайльдом»